# Frans Bak
Frans Bak (født 7. februar 1958) er en dansk komponist, kapelmester, saxofonist og pianist.
Student fra Falkonergårdens Gymnasium 1976, og uddannet fra Det Kongelige Danske Musikkonservatorium 1980. 
Efter sin uddannelse fra konservatoriet og til midt i 1980'erne var Frans Bak keyboardspiller i diverse musikgrupper bl.a. Dagspressen, Santa Cruz, Blast, Buzstop. Det var også i den periode, han så småt startede med kompositionsarbejde til både film og tv samt diverse teater/musical-opsætninger.
Indtil årtusindskiftet var han kapelmester for mange egne musikgrupper, bl.a. "Det Blå Skrig" og "Jazzgruppe90" og for adskillige showorkestre for bl.a. Tommy Kenter, Per Pallesen og Søren Pilmark.
Formand for Den Danske Jazzkreds 1994-1996 og initiativtager og leder af komponistsammenslutningen "Den 3. Vej" hvor rytmiske komponister skrev for klassiske besætninger (1995-1998).
I offentligheden er Frans Bak mest kendt for sin musik, som han har komponeret til fx Danmarks Radios tv-serier Nikolaj & Julie og Forbrydelsen. 
Han stod også for musikken til den amerikanske version a Forbrydelsen, The Killing. I Norge har Frans Bak lavet musik til tv-serien Lilyhammer med Bruce Springsteen’s guitarist Steven Van Zandt – også kendt fra The Sopranos – i hovedrollen. Englænderne har også haft bud efter ham til filmatiseringen af Ruth Rendell romanen 13 steps down.
Frans Bak har komponeret musik til tre oscar nominerende kortfilm: Ernst & Lyset, Skal vi være kærester? og Helmer & Søn
Hans største publikumssucces er nummeret Danse i måneskin, som han komponerede og spillede saxofon til; det blev desuden Trine Dyrholms kommercielle gennembrud i Dansk Melodi Grand Prix.
Lavet adskillige musikproduktioner for andre og modtaget "The Voice" Platinplade for Årets bedste radiospot 1990, Guldplade + Grammy for produktion af "Bullerfnis" og DJBFA´s hæderspris.

## Diskografi
- Swingpower – Natlys
- Santa Cruz – Daylight
- Frans Bak´s Kvartet: "Dagen Før I Morgen"
- Frans Bak & Det Blå Skrig: "Det Blå Skrig"
- Frans Bak & Det Blå Skrig: "Fransk Film"
- Frans Bak & Jazzgruppe90 m/Bob Berg & Randy Brecker: "Hymn To The Rainbow"
- Frans Bak & Det Glatte Lag: " Den Poppede Høne"
- Frans Bak – Natsange – sunget af Josefine Cronholm
- Silvana Malta & Frans Bak: Bossa Nuts
- The Killing (Forbrydelsen) original music composed by Frans Bak

## Udvalgt filmografi

### Som skuespiller
- Den store badedag (1991)

### Som komponist
- Huller i suppen (1988)
- Lad isbjørnene danse (1990)
- Casanova (1990)
- Bullerfnis (1992, tv-serie)
- Karlsvognen (1992)
- Sidste time (1995)
- Operation Cobra (1995)
- Davids bog (1996)
- Ska' vi være kærester? (1997)
- Albert (1998)
- Hatten i skyggen (2002)
- Forbrydelsen (2007)
- På sporet af den hellige krig (2008, dokumentarserie)
- Forbrydelsen II (2009)
- Den som dræber (2011)
- The Killing (2011)
- Lilyhammer (2011)
- Min søsters børn alene hjemme (2012)
- The Killing II (2012)
- 13 Steps Down (2012)
- MGP missionen (2013)